# Sava (monitor)
O Sava é um monitor fluvial da classe Temes que foi construído para a Marinha Austro-Húngara como SMS Bodrog. Ele disparou os primeiros tiros da Primeira Guerra Mundial por volta da 1h, em 29 de julho de 1914, quando ele e dois outros monitores bombardearam as defesas sérvias perto de Belgrado. Ele fazia parte da Flotilha do Danúbio e lutou contra os exércitos sérvios e romenos, de Belgrado até a foz do Danúbio. Nos estágios finais da guerra, ele foi o último monitor a se retirar para Budapeste, mas foi capturado pelos sérvios quando encalhou em um banco de areia a jusante de Belgrado. Após a guerra, ele foi transferido para o recém-criado Reino dos Sérvios, Croatas e Eslovenos (mais tarde Iugoslávia), e renomeado para Sava. Permaneceu em serviço durante todo o período entre guerras, embora as restrições orçamentárias significassem que ele nem sempre estava em plena comissão.
Durante a invasão da Iugoslávia pelo Eixo, liderada pelos alemães em abril de 1941, Sava serviu na 1ª Divisão de Monitores. Junto com outro monitor (Vardar) ele colocou minas no Danúbio, perto da fronteira romena, durante os primeiros dias da invasão. Os dois monitores lutaram contra vários ataques da Luftwaffe, mas foram forçados a se retirar para Belgrado. Devido aos altos níveis dos rios e pontes baixas, a navegação era difícil e Sava foi afundado em 11 de abril. Alguns de seus tripulantes tentaram escapar através do país em direção à costa sul do Adriático, mas todos foram capturados antes da rendição iugoslava. O navio foi posteriormente reerguido pela marinha do estado fantoche do Eixo, conhecido como Estado Independente da Croácia, e continuou a servir como Sava até a noite de 8 de setembro de 1944, quando foi novamente afundado.
Após a Segunda Guerra Mundial, Sava foi reerguido mais uma vez e foi reformado para servir na Marinha Iugoslava de 1952 a 1962. Foi então transferido para uma empresa estatal que acabou sendo privatizada. Em 2005, o governo da Sérvia concedeu proteção limitada ao Sava depois que os cidadãos exigiram que ele fosse preservado como um museu flutuante, porém pouco foi feito para restaurá-lo na época. Em 2015, o Ministério da Defesa da Sérvia e o Museu Militar de Belgrado adquiriram o navio. Ele foi restaurado no início de 2019 e abriu como um museu flutuante em novembro de 2021.

## Características
O navio foi projetado pelo arquiteto naval austríaco Josef Thiel e construído para a Marinha Austro-Húngara por H. Schönichen. Originalmente chamado de SMS Bodrog, ele teve sua quilha batida em Neupest em 14 de fevereiro de 1903. Como seu navio irmão SMS Temes, ele tinha um comprimento total de 57,7 metros, uma boca de 9,5 metros e um calado de 1,2 metros. Seu deslocamento padrão era de 440 toneladas e sua tripulação consistia de 86 oficiais e praças. Bodrog tinha dois motores a vapor de expansão tripla, cada um acionando um único eixo de hélice. O vapor era fornecido por duas caldeiras Yarrow e seus motores geravam 1 000 quilowatts de potência. Conforme projetado, ele tinha uma velocidade máxima de treze nós (24 quilômetros por hora) e transportava 62 toneladas de carvão.
Bodrog estava armado com dois canhões L/35 de 120 milímetros em torres de artilharia únicas, um obus L/10 de 120 milímetros em um pivô central e dois canhões de 37 milímetros. O alcance máximo de seus canhões de 120 milímetros era de dez quilômetros e seu obus podia disparar projéteis de 20 kg a uma distância máxima de 6,2 km. Sua blindagem consistia em um cinturão blindado, anteparas e torres de canhões com chapas de quarenta milímetros de espessura e blindagem de convés de 25 milímetros. A blindagem de sua torre de comando era de 75 milímetros. Bodrog foi lançado em 12 de abril de 1904, comissionado em 2 de agosto de 1904 e oficialmente concluído em 10 de novembro de 1904.

## Histórico de serviço

### Primeira Guerra Mundial

#### Campanha sérvia

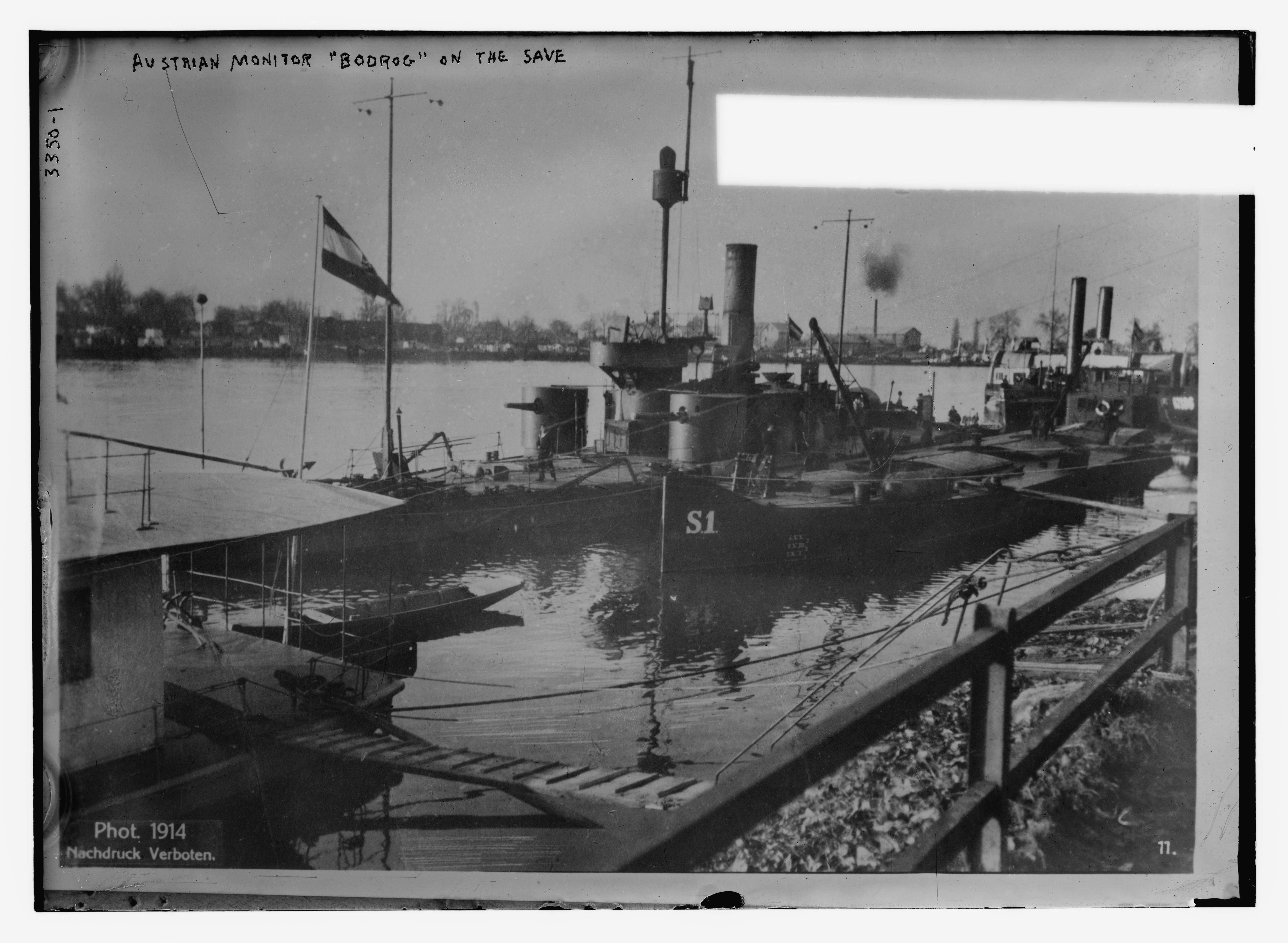
O Bodrog fundeado no Rio Sava.

Bodrog fazia parte da Flotilha do Danúbio e, no início da Primeira Guerra Mundial, tinha como base Zemun, sob o comando do Linienschiffsleutnant (LSL) Paul Ekl. Faziam parte desta flotilha outros três monitores e três barcos de patrulha. A Áustria-Hungria declarou guerra à Sérvia em 28 de julho de 1914 e pouco depois da 1h00 do dia seguinte, Bodrog e dois outros monitores dispararam os primeiros projéteis da guerra contra as fortificações sérvias na ponte ferroviária Zemun-Belgrado, sobre o rio Sava, e em Topčidersko Brdo. Os sérvios tiveram suas defesas destruídas pelos monitores e em agosto passaram a receber assistência dos russos. Este apoio incluiu o fornecimento e colocação de canhões navais e o estabelecimento de obstáculos fluviais e minas. Em 8 de setembro, a base austro-húngara em Zemun foi evacuada diante de um contra-ataque sérvio. Bodrog e o caça-minas Andor conduziram uma operação falsa em direção a Pančevo, em 19 de setembro, e seis dias depois, Bodrog bombardeou posições sérvias na margem do Sava, perto de Belgrado. No dia 28 de setembro ele se encontrou com o monitor SMS Szamos, em Banovci, e no dia seguinte os dois monitores bombardearam a Fortaleza de Belgrado e realizaram um reconhecimento de Zemun. Em 1 de outubro, Bodrog partiu para Budapeste, onde foi colocado em doca seca por duas semanas. Ele voltou para a flotilha em 15 de outubro. Em novembro, o apoio francês chegou a Belgrado, colocando em risco a ancoragem do monitor e, em 12 de novembro, Ekl foi substituído pelo LSL Olaf Wulff. O impasse continuou até o mês seguinte, quando os sérvios evacuaram Belgrado diante de um ataque austro-húngaro. Em 1 de dezembro, Bodrog e o recém-comissionado monitor SMS Enns forçaram os sérvios a bater em retirada. Depois de menos de duas semanas, os austro-húngaros abandonaram Belgrado, que logo foi recapturado pelos sérvios com apoio russo e francês. Bodrog continuou em ação contra a Sérvia e seus aliados em Belgrado até dezembro, quando sua base foi movida para Petrovaradin, perto de Novi Sad, para o inverno.
Os alemães e austro-húngaros queriam transportar munições pelo Danúbio, até o Império Otomano, então, em 24 de dezembro de 1914, Bodrog e o caça-minas Almos escoltaram o barco a vapor Trinitas, carregado com munições, o barco de patrulha b e dois rebocadores de Zemun, passando por Belgrado em direção ao Desfiladiero dos Portões de Ferro, na fronteira sérvio-romena. O comboio passou ileso pelas defesas de Belgrado, mas quando chegou a Smederevo recebeu informações de que os russos haviam "plantado" um campo minado e uma barreira de toras ao sul dos Portões de Ferro. O comboio voltou sob fogo pesado da artilharia russa e retirou-se para Pančevo, sem danos graves a qualquer embarcação. Bodrog retornou à base e o monitor SMS Inn foi enviado para guardar as munições e escoltar o comboio de volta a Petrovaradin. Em janeiro de 1915, a artilharia britânica chegou a Belgrado, reforçando ainda mais suas defesas, Bodrog passou os primeiros meses do ano em Zemun. Em 23 de fevereiro, o LSL Kosimus Böhm assumiu o comando. Em 1 de março, o Bodrog e vários outros navios, incluindo o monitor Körös foram transferidos para Petrovaradin. Após o início da campanha de Gallipoli, o fornecimento de munições aos otomanos tornou-se crítico, então outra tentativa foi planejada. Em 30 de março, o vapor Belgrad partiu de Zemun, escoltado por Bodrog e Enns. O comboio não foi detectado enquanto passava por Belgrado à noite, durante uma tempestade, mas depois que os monitores retornaram à base, Belgrado atingiu uma mina perto de Vinča e, depois de ficar sob fogo de artilharia pesada, explodiu perto de Ritopek.  Em 22 de abril de 1915, um "barco piquete" britânico que havia sido trazido por via-férrea de Salônica foi usado para atacar o ancoradouro da Flotilha do Danúbio, em Zemun, disparando dois torpedos sem sucesso.
Em setembro de 1915, as Potências Centrais se juntaram à Bulgária e o exército sérvio logo enfrentou uma esmagadora invasão terrestre austro-húngara, alemã e búlgara. No início de outubro, o 3º Exército Austro-Húngaro atacou Belgrado e Bodrog, junto com a maioria da flotilha, estava fortemente engajado no apoio as travessias perto da Fortaleza de Belgrado e da ilha de Ada Ciganlija.

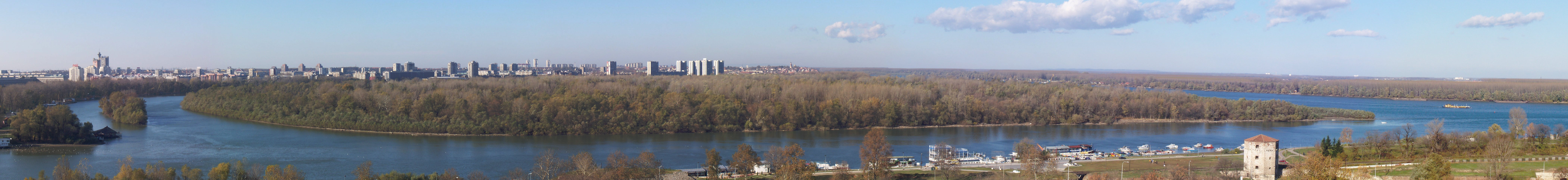
Vista da Fortaleza de Belgrado sobre a Ilha Grosser Krieg. Bodrog apoiou as travessias do Danúbio em outubro de 1915, perto da fortaleza.

#### Campanha romena
Após a captura de Belgrado, em 11 de outubro, e a remoção inicial de minas e outros obstáculos, a flotilha navegou a jusante para Orşova, perto da fronteira húngara-romena, e esperava que o baixo Danúbio estivesse completamente coberto por minas. Começando em 30 de outubro de 1915, eles escoltaram uma série de comboios de munições pelo Danúbio até Lom, onde as munições foram transferidas para o sistema ferroviário búlgaro que iria para o Império Otomano.
Em novembro de 1915, Bodrog e os outros monitores fundearam em Rustschuk, Bulgária. As Potências Centrais estavam cientes de que os romenos estavam negociando para entrar na guerra do lado da Entente, então a flotilha estabeleceu uma base no Canal de Belene para proteger todos os 480 quilômetros da Fronteira do Danúbio entre a Romênia e a Bulgária. Durante 1915, os canhões de 37 milímetros do Bodrog foram substituídos por um único canhão L/18 de 66 milímetros, três metralhadoras também foram instaladas.
Quando os romenos entraram na guerra, em 27 de agosto de 1916, os monitores estavam novamente em Rustschuk, e foram imediatamente atacados por três torpedeiros improvisados que operavam no porto fluvial romeno de Giurgiu. Os torpedos que foram disparados erraram os monitores, mas atingiram um isqueiro (navio usado para transporte de cargas ou passageiros para navios maiores) carregado com combustível. Encarregada de bombardear Giurgiu no dia seguinte, a Segunda Divisão de Monitores, composta por Bodrog e três outros monitores, incendiou tanques de armazenamento de óleo, a estação ferroviária e os depósitos de munição, afundando vários isqueiros romenos. Enquanto o ataque estava em andamento, a Primeira Divisão de Monitores escoltou navios de suprimentos de volta ao ancoradouro de Belene. Bodrog e seus companheiros destruíram dois barcos de patrulha romenos e um lançador de minas improvisado, no caminho de volta para Belene. Isto foi seguido por incursões da Divisão tanto a leste quanto a oeste de Belene, durante as quais Turnu Măgurele e Zimnicea foram bombardeados.
Em 2 de outubro de 1916, Bodrog e Körös atacaram uma ponte flutuante romena que estava sendo construída através do Danúbio em Oryahovo, com cinco salvas diretas, contribuindo assim para a derrota da ofensiva romena de Flămânda. Isto foi seguido por uma ação de apoio à travessia do Terceiro Exército Austro-Húngaro, comandado pelo Generalfeldmarschall August von Mackensen, em Sistow. Bodrog então passou o inverno em Turnu Severin.
A partir de 21 de fevereiro de 1917, Bodrog e Körös foram implantados como navios guarda costas, em Brăila. Em 1 de março, Bodrog ficou preso no gelo, nas proximidades de Măcin. O LSL Guido Taschler assumiu o comando do Bodrog em 1918. O degelo da primavera daquele ano permitiu que Bodrog, Körös, Szamos, Bosna e vários outros navios enviados pela foz do Danúbio para o Mar Negro, como parte de Flottenabteilung Wulff (Divisão de Frota Wulff), sob o comando do Flottenkapitän (Capitão de Frota) Olav Wulff, chegassem em Odessa em 12 de abril. Em 15 de julho, ele e Bosna navegaram para o porto de Nikolaev e, a partir de 5 de agosto, Bodrog estava fundeado em Cherson. Em 12 de setembro, ele retornou a Brăila junto com outros navios.
Bodrog foi enviado para Reni, perto da foz do Danúbio, para proteger as tropas austro-húngaras em retirada, chegando lá em 1º de outubro. Ele então navegou rio acima, chegando a Rustschuk em 11 de outubro e Giurgiu dois dias depois. Em 14 de outubro, foi fundeado em Lom. Ele foi a último monitor austro-húngaro a retirar-se para Budapeste e foi o único que não conseguiu chegar à cidade. Em 31 de outubro de 1918, Bodrog colidiu com um banco de areia enquanto navegava por uma forte neblina perto de Vinča. Mais tarde, foi capturado pelo exército sérvio.

### Período entreguerras e Segunda Guerra Mundial
Depois do Armistício, em setembro de 1919, Bodrog foi tripulado por marinheiros do recém-criado Reino dos Sérvios, Croatas e Eslovenos (em servo-croata:  Kraljevina Srba, Hrvata i Slovenaca; mais tarde o Reino da Iugoslávia). Sob os termos do Tratado de Saint-Germain-en-Laye, Bodrog foi transferido para o KSCS juntamente com uma série de outros navios, incluindo três outros monitores fluviais, mas não foi oficialmente entregue à Marinha KSCS, sendo renomeado como Sava, até 15 de abril de 1920. Seu navio irmão Temes foi transferido para a Romênia e renomeado Ardeal. Em 1925–1926, Sava foi reformado, mas no ano seguinte apenas dois dos quatro monitores fluviais da Marinha KSCS estavam sendo mantidos em pleno funcionamento. Em 1932, o adido naval britânico relatou que os navios iugoslavos estavam realizando pouco treinamento de artilharia e poucos exercícios ou manobras, devido aos orçamentos reduzidos.
Sava estava baseado em Dubovac quando a invasão do Eixo liderada pelos alemães na Iugoslávia começou em 6 de abril de 1941. Ele foi designado para a 1ª Divisão de Monitores, e foi responsável pela defesa da fronteira romena no Danúbio, sob o controle operacional da 3ª Divisão de Infantaria Dunavska. Seu comandante era Poručnik bojnog broda S. Rojos.

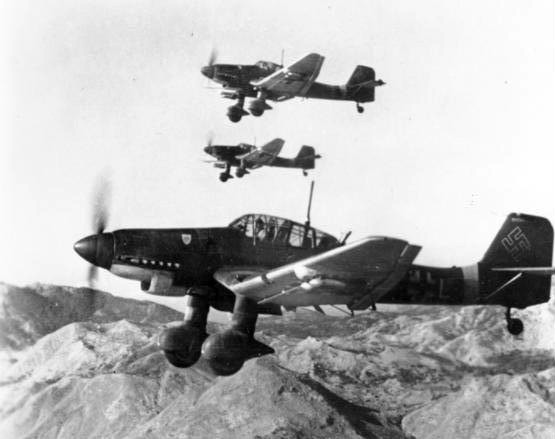
Durante sua retirada para Belgrado, Sava e foram repetidamente atacados por bombardeiros de mergulho alemães Junkers Ju 87.

Naquele dia, Sava e Vardar lutaram contra vários ataques de aeronaves da Luftwaffe em sua base. Nos três dias seguintes, os dois monitores colocaram minas no Danúbio, perto da fronteira romena. Em 11 de abril, eles foram forçados a se retirar de Dubovac em direção a Belgrado. Durante sua retirada, eles sofreram repetidos ataques de bombardeios de mergulho Junkers Ju 87. Sava e o outro monitor não sofreram danos, e ancoraram na confluência dos rios Danúbio e Sava perto de Belgrado, por volta das 20h, onde se juntaram ao Morava. Os três capitães decidiram afundar suas embarcações devido ao alto nível de água nos rios e pontes baixas, o que significava que não havia espaço suficiente para os monitores navegarem livremente. As tripulações dos monitores foram então transportadas para dois rebocadores, mas quando um dos rebocadores estava passando sob uma ponte ferroviária, cargas na ponte explodiram acidentalmente e a ponte caiu sobre a embarcação. Dos 110 oficiais e homens a bordo do navio, 95 morreram.
Após o naufrágio dos monitores, cerca de 450 oficiais e homens do Sava e várias outras embarcações ribeirinhas se reuniram em Obrenovac. Munidos apenas com armas pessoais e algumas metralhadoras retiradas dos navios afundados, as tripulações partiram para a Baía de Kotor, no sul do Adriático, em dois grupos. O menor dos dois grupos atingiu seu objetivo, mas o grupo maior só chegou a Sarajevo em 14 de abril, antes de ser obrigado a se render. O restante seguiu para a Baía de Kotor, que foi capturada pelo XVII Corpo italiano, em 17 de abril.
Sava foi reerguido e reparado pela marinha do Estado fantoche do Eixo, o Estado Independente da Croácia, e serviu ao lado de Morava, que também foi reerguido, reparado e renomeado Bosna. Junto com seis lanchas capturadas e dez embarcações auxiliares, eles compunham a força policial ribeirinha do estado croata. Sava fazia parte do 1º Grupo de Patrulha do Comando da Flotilha do Rio, com sede em Zemun. Sua tripulação o afundou perto de Slavonski Brod na noite de 8 de setembro de 1944 e desertou para os partisans iugoslavos.

### Pós-guerra

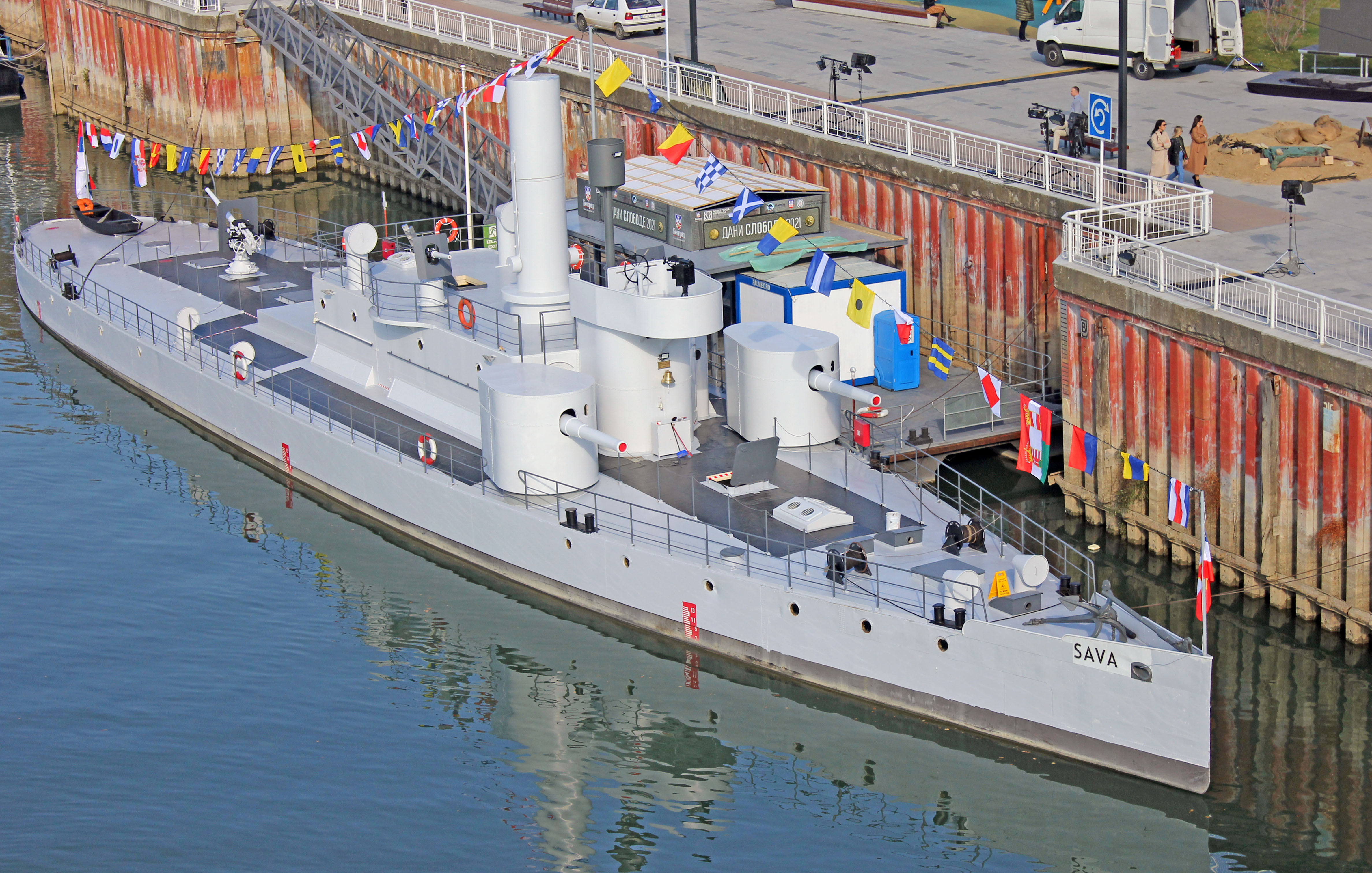
Sava após sua restauração, novembro de 2021.

Sava foi novamente reerguido e remodelado após a Segunda Guerra Mundial. Armado com duas torres de artilharia com canhões de 105 milímetros, três reparos simples de quarenta milímetros e montagens com seis canhões de vinte milímetros, ele serviu na Marinha Iugoslava de 1952 a 1962. Posteriormente, foi entregue nas mãos de uma empresa estatal, que foi privatizada após o desmembramento da Iugoslávia. Em 2005, o governo da Sérvia concedeu proteção limitada ao navio depois que os cidadãos exigiram que ele fosse preservado como um museu flutuante, embora pouco mais tivesse sido feito para restaurá-lo. Em dezembro de 2015, Sava foi adquirido pelo Ministério da Defesa da Sérvia e pelo Museu Militar de Belgrado, que planejava restaurá-lo. O navio é um dos dois únicos monitores de rios austro-húngaros sobreviventes que serviram durante a Primeira Guerra Mundial. O outro é o SMS Leitha, que está ancorado em Budapeste, perto do seu respectivo parlamento. No início de 2019, Sava havia sido restaurado. Ele foi inaugurado como um museu flutuante ao longo do rio Sava, em Belgrado, em novembro de 2021.

#### Jornais
- Jakšić, Pavle (3 abril de 2019). «Ratni brod "Bodrog" – Svetska kulturna baština u Srbiji istrgnuta od zaborava» [War Ship "Bodrog" – International Cultural Heritage in Serbia is Plucked Out of Obscurity]. N1 (em sérvio). Consultado em 22 de setembro de 2022
- Keys, David (27 de julho de 2014). «Church to mark centenary of the start of WWI». The Independent. Consultado em 22 de setembro de 2022. Cópia arquivada em 8 de setembro de 2017
- «New life for "Sava" ship». Ministry of Defence Republic of Serbia. 11 de dezembro de 2015
- News, Daily (15 de agosto de 2014). «Europe's Oldest River Battleship Inaugurated as a Museum at Parliament Pier». Daily News Hungary. Consultado em 22 de setembro de 2022
- Niehorster, Dr. Leo (2013a). «Balkan Operations Order of Battle Royal Yugoslavian Navy River Flotilla 6th April 1941». Dr. Leo Niehorster. Consultado em 22 de setembro de 2022
- Niehorster, Dr. Leo (2013b). «Royal Yugoslav Armed Forces Ranks». Dr. Leo Niehorster. Consultado em 22 de setembro de 2022
- Niehorster, Dr. Leo (2013c). «Armed Forces of the Independent State of Croatia – Order of Battle Croatian Navy 1st July 1941». Dr. Leo Niehorster. Consultado em 22 de setembro de 2022
- Vasovic, Aleksandar (12 de novembro de 2021). «Serbia restores warship that fired first shots of World War One». Reuters. Consultado em 22 de setembro de 2022
- «Warship that fired first shots of WWI now a gravel barge in Serbia». The San Diego Union-Tribune. 14 de abril de 2014
- Zarić, Slađana (27 de abril de 2014). «Aždaje koje su rušile Beograd» [The Beasts That Shelled Belgrade] (em sérvio). Radio Television of Serbia. Cópia arquivada em 27 de abril de 2014